# Liste des subdivisions administratives du Yunnan

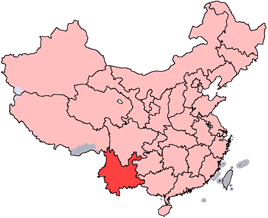
Le Yunnan

La structure administrative du Yunnan, province de la république populaire de Chine, est constituée des trois niveaux suivants :
- 16 subdivisions de niveau préfecture
  - 8 villes-préfectures
  - 8 préfectures autonomes
- 129 subdivisions de niveau district
  - 9 villes-districts
  - 78 xian
  - 29 xian autonome
  - 13 districts
- 1455 subdivisions de niveau canton
  - 567 bourgs
  - 677 cantons
  - 155 cantons ethniques
  - 56 sous-districts

La table ci-dessous donne uniquement la liste des divisions de niveau préfecture et de niveau district.
| Niveau préfecture                                                                                  | Niveau district                                     | Niveau district                 | Niveau district                                  |
| Niveau préfecture                                                                                  | Nom                                                 | Chinois (simplifié)             | Pinyin                                           |
| -------------------------------------------------------------------------------------------------- | --------------------------------------------------- | ------------------------------- | ------------------------------------------------ |
| Ville de Kunming 昆明市 Kūnmíng Shì                                                                | District de Panlong                                 | 盘龙区                          | Pánlóng Qū                                       |
| Ville de Kunming 昆明市 Kūnmíng Shì                                                                | District de Wuhua                                   | 五华区                          | Wǔhuá Qū                                         |
| Ville de Kunming 昆明市 Kūnmíng Shì                                                                | District de Guandu                                  | 官渡区                          | Guāndù Qū                                        |
| Ville de Kunming 昆明市 Kūnmíng Shì                                                                | District de Xishan                                  | 西山区                          | Xīshān Qū                                        |
| Ville de Kunming 昆明市 Kūnmíng Shì                                                                | District de Dongchuan                               | 东川区                          | Dōngchuān Qū                                     |
| Ville de Kunming 昆明市 Kūnmíng Shì                                                                | District de Chenggong                               | 呈贡区                          | Chénggòng Qū                                     |
| Ville de Kunming 昆明市 Kūnmíng Shì                                                                | Ville d'Anning                                      | 安宁市                          | Ānníng Shì                                       |
| Ville de Kunming 昆明市 Kūnmíng Shì                                                                | Xian de Jinning                                     | 晋宁县                          | Jìnníng Xiàn                                     |
| Ville de Kunming 昆明市 Kūnmíng Shì                                                                | Xian de Fumin                                       | 富民县                          | Fùmín Xiàn                                       |
| Ville de Kunming 昆明市 Kūnmíng Shì                                                                | Xian de Yiliang                                     | 宜良县                          | Yíliáng Xiàn                                     |
| Ville de Kunming 昆明市 Kūnmíng Shì                                                                | Xian de Songming                                    | 嵩明县                          | Sōngmíng Xiàn                                    |
| Ville de Kunming 昆明市 Kūnmíng Shì                                                                | Xian autonome yi de Shilin                          | 石林彝族自治县                  | Shílín yízú Zìzhìxiàn                            |
| Ville de Kunming 昆明市 Kūnmíng Shì                                                                | Xian autonome yi et miao de Luquan                  | 禄劝彝族 苗族自治县             | Lùquàn yízú miáozú Zìzhìxiàn                     |
| Ville de Kunming 昆明市 Kūnmíng Shì                                                                | Xian autonome hui et yi de Xundian                  | 寻甸回族 彝族自治县             | Xúndiàn huízú yízú Zìzhìxiàn                     |
| Ville de Qujing 曲靖市 Qǔjìng Shì                                                                  | District de Qilin                                   | 麒麟区                          | Qílín Qū                                         |
| Ville de Qujing 曲靖市 Qǔjìng Shì                                                                  | Ville de Xuanwei                                    | 宣威市                          | Xuānwēi Shì                                      |
| Ville de Qujing 曲靖市 Qǔjìng Shì                                                                  | Xian de Malong                                      | 马龙县                          | Mǎlóng Xiàn                                      |
| Ville de Qujing 曲靖市 Qǔjìng Shì                                                                  | Xian de Zhanyi                                      | 沾益县                          | Zhānyì Xiàn                                      |
| Ville de Qujing 曲靖市 Qǔjìng Shì                                                                  | Xian de Fuyuan                                      | 富源县                          | Fùyuán Xiàn                                      |
| Ville de Qujing 曲靖市 Qǔjìng Shì                                                                  | Xian de Luoping                                     | 罗平县                          | Luópíng Xiàn                                     |
| Ville de Qujing 曲靖市 Qǔjìng Shì                                                                  | Xian de Shizong                                     | 师宗县                          | Shīzōng Xiàn                                     |
| Ville de Qujing 曲靖市 Qǔjìng Shì                                                                  | Xian de Luliang                                     | 陆良县                          | Lùliáng Xiàn                                     |
| Ville de Qujing 曲靖市 Qǔjìng Shì                                                                  | Xian de Huize                                       | 会泽县                          | Huìzé Xiàn                                       |
| Ville de Yuxi 玉溪市 Yùxī Shì                                                                      | District de Hongta                                  | 红塔区                          | Hóngtǎ Qū                                        |
| Ville de Yuxi 玉溪市 Yùxī Shì                                                                      | Xian de Jiangchuan                                  | 江川县                          | Jiāngchuān Xiàn                                  |
| Ville de Yuxi 玉溪市 Yùxī Shì                                                                      | Xian de Chengjiang                                  | 澄江县                          | Chéngjiāng Xiàn                                  |
| Ville de Yuxi 玉溪市 Yùxī Shì                                                                      | Xian de Tonghai                                     | 通海县                          | Tōnghǎi Xiàn                                     |
| Ville de Yuxi 玉溪市 Yùxī Shì                                                                      | Xian de Huaning                                     | 华宁县                          | Huáníng Xiàn                                     |
| Ville de Yuxi 玉溪市 Yùxī Shì                                                                      | Xian de Yimen                                       | 易门县                          | Yìmén Xiàn                                       |
| Ville de Yuxi 玉溪市 Yùxī Shì                                                                      | Xian autonome yi d'Eshan                            | 峨山彝族自治县                  | Éshān yízú Zìzhìxiàn                             |
| Ville de Yuxi 玉溪市 Yùxī Shì                                                                      | Xian autonome yi et dai de Xinping                  | 新平彝族 傣族自治县             | Xīnpíng yízú dǎizú Zìzhìxiàn                     |
| Ville de Yuxi 玉溪市 Yùxī Shì                                                                      | Xian autonome hani, yi et dai de Yuanjiang          | 元江哈尼族彝族 傣族自治县       | Yuánjiāng hānízú yízú dǎizú Zìzhìxiàn            |
| Ville de Baoshan 保山市 Bǎoshān Shì                                                                | District de Longyang                                | 隆阳区                          | Lóngyáng Qū                                      |
| Ville de Baoshan 保山市 Bǎoshān Shì                                                                | Xian de Shidian                                     | 施甸县                          | Shīdiàn Xiàn                                     |
| Ville de Baoshan 保山市 Bǎoshān Shì                                                                | Xian de Tengchong                                   | 腾冲县                          | Téngchōng Xiàn                                   |
| Ville de Baoshan 保山市 Bǎoshān Shì                                                                | Xian de Longling                                    | 龙陵县                          | Lónglíng Xiàn                                    |
| Ville de Baoshan 保山市 Bǎoshān Shì                                                                | Xian de Changning                                   | 昌宁县                          | Chāngníng Xiàn                                   |
| Ville de Zhaotong 昭通市 Zhāotōng Shì                                                              | District de Zhaoyang                                | 昭阳区                          | Zhāoyáng Qū                                      |
| Ville de Zhaotong 昭通市 Zhāotōng Shì                                                              | Xian de Ludian                                      | 鲁甸县                          | Lǔdiàn Xiàn                                      |
| Ville de Zhaotong 昭通市 Zhāotōng Shì                                                              | Xian de Qiaojia                                     | 巧家县                          | Qiǎojiā Xiàn                                     |
| Ville de Zhaotong 昭通市 Zhāotōng Shì                                                              | Xian de Yanjin                                      | 盐津县                          | Yánjīn Xiàn                                      |
| Ville de Zhaotong 昭通市 Zhāotōng Shì                                                              | Xian de Daguan                                      | 大关县                          | Dàguān Xiàn                                      |
| Ville de Zhaotong 昭通市 Zhāotōng Shì                                                              | Xian de Yongshan                                    | 永善县                          | Yǒngshàn Xiàn                                    |
| Ville de Zhaotong 昭通市 Zhāotōng Shì                                                              | Xian de Suijiang                                    | 绥江县                          | Suíjiāng Xiàn                                    |
| Ville de Zhaotong 昭通市 Zhāotōng Shì                                                              | Xian de Zhenxiong                                   | 镇雄县                          | Zhènxióng Xiàn                                   |
| Ville de Zhaotong 昭通市 Zhāotōng Shì                                                              | Xian de Yiliang                                     | 彝良县                          | Yíliáng Xiãn                                     |
| Ville de Zhaotong 昭通市 Zhāotōng Shì                                                              | Xian de Weixin                                      | 威信县                          | Wēixìn Xiàn                                      |
| Ville de Zhaotong 昭通市 Zhāotōng Shì                                                              | Xian de Shuifu                                      | 水富县                          | Shuǐfù Xiàn                                      |
| Ville de Lijiang 丽江市 Lìjiāng Shì                                                                | District de Gucheng                                 | 古城区                          | Gǔchéng Qū                                       |
| Ville de Lijiang 丽江市 Lìjiāng Shì                                                                | Xian de Yongsheng                                   | 永胜县                          | Yǒngshèng Xiàn                                   |
| Ville de Lijiang 丽江市 Lìjiāng Shì                                                                | Xian de Huaping                                     | 华坪县                          | Huápíng Xiàn                                     |
| Ville de Lijiang 丽江市 Lìjiāng Shì                                                                | Xian autonome naxi de Yulong                        | 玉龙纳西族自治县                | Yùlóng nàxīzú Zìzhìxiàn                          |
| Ville de Lijiang 丽江市 Lìjiāng Shì                                                                | Xian autonome yi de Ninglang                        | 宁蒗彝族自治县                  | Nínglàng yízú Zìzhìxiàn                          |
| Ville de Pu'er 普洱市 Pǔěr Shì                                                                     | District de Simao                                   | 思茅区                          | Sīmáo Qū                                         |
| Ville de Pu'er 普洱市 Pǔěr Shì                                                                     | Xian autonome hani et yi de Ning'er                 | 宁洱哈尼族 彝族自治县           | Níng'ěr hānízú yízú Zìzhìxiàn                    |
| Ville de Pu'er 普洱市 Pǔěr Shì                                                                     | Xian autonome hani de Mojiang                       | 墨江哈尼族自治县                | Mòjiāng hānízú Zìzhìxiàn                         |
| Ville de Pu'er 普洱市 Pǔěr Shì                                                                     | Xian autonome yi de Jingdong                        | 景东彝族自治县                  | Jǐngdōng yízú Zìzhìxiàn                          |
| Ville de Pu'er 普洱市 Pǔěr Shì                                                                     | Xian autonome dai et yi de Jinggu                   | 景谷傣族 彝族自治县             | Jǐnggǔ dǎizú yízú Zìzhìxiàn                      |
| Ville de Pu'er 普洱市 Pǔěr Shì                                                                     | Xian autonome yi, hani et lahu de Zhenyuan          | 镇沅彝族哈尼族 拉祜族自治县     | Zhènyuán yízú hānízú lāhùzú Zìzhìxiàn            |
| Ville de Pu'er 普洱市 Pǔěr Shì                                                                     | Xian autonome hani et yi de Jiangcheng              | 江城哈尼族 彝族自治县           | Jiāngchéng hānízú yízú Zìzhìxiàn                 |
| Ville de Pu'er 普洱市 Pǔěr Shì                                                                     | Xian autonome dai, lahu et va de Menglian           | 孟连傣族拉祜族 佤族自治县       | Mènglián dǎizú lāhùzú wǎzú Zìzhìxiàn             |
| Ville de Pu'er 普洱市 Pǔěr Shì                                                                     | Xian autonome lahu de Lancang                       | 澜沧拉祜族自治县                | Láncāng lāhùzú Zìzhìxiàn                         |
| Ville de Pu'er 普洱市 Pǔěr Shì                                                                     | Xian autonome va de Ximeng                          | 西盟佤族自治县                  | Xīméng wǎzú Zìzhìxiàn                            |
| Ville de Lincang 临沧市 Líncāng Shì                                                                | District de Linxiang                                | 临翔区                          | Línxiáng Qū                                      |
| Ville de Lincang 临沧市 Líncāng Shì                                                                | Xian de Fengqing                                    | 凤庆县                          | Fèngqìng Xiàn                                    |
| Ville de Lincang 临沧市 Líncāng Shì                                                                | Xian de Yun                                         | 云县                            | Yún Xiàn                                         |
| Ville de Lincang 临沧市 Líncāng Shì                                                                | Xian de Yongde                                      | 永德县                          | Yǒngdé Xiàn                                      |
| Ville de Lincang 临沧市 Líncāng Shì                                                                | Xian de Zhenkang                                    | 镇康县                          | Zhènkāng Xiàn                                    |
| Ville de Lincang 临沧市 Líncāng Shì                                                                | Xian autonome lahu, va, blang et dai de Shuangjiang | 双江拉祜族佤族 布朗族傣族自治县 | Shuāngjiāng lāhùzú wǎzú bùlǎngzú dǎizú Zìzhìxiàn |
| Ville de Lincang 临沧市 Líncāng Shì                                                                | Xian autonome dai et va de Gengma                   | 耿马傣族 佤族自治县             | Gěngmǎ dǎizú wǎzú Zìzhìxiàn                      |
| Ville de Lincang 临沧市 Líncāng Shì                                                                | Xian autonome va de Cangyuan                        | 沧源佤族自治县                  | Cāngyuán wǎzú Zìzhìxiàn                          |
| Préfecture autonome dai et jingpo de Dehong 德宏傣族景颇族自治州 Déhóng dǎizú jǐngpōzú Zìzhìzhōu   | Ville de Luxi                                       | 潞西市                          | Lùxī Shì                                         |
| Préfecture autonome dai et jingpo de Dehong 德宏傣族景颇族自治州 Déhóng dǎizú jǐngpōzú Zìzhìzhōu   | Ville de Ruili                                      | 瑞丽市                          | Ruìlì Shì                                        |
| Préfecture autonome dai et jingpo de Dehong 德宏傣族景颇族自治州 Déhóng dǎizú jǐngpōzú Zìzhìzhōu   | Xian de Lianghe                                     | 梁河县                          | Liánghé Xiàn                                     |
| Préfecture autonome dai et jingpo de Dehong 德宏傣族景颇族自治州 Déhóng dǎizú jǐngpōzú Zìzhìzhōu   | Xian de Yingjiang                                   | 盈江县                          | Yíngjiāng Xiàn                                   |
| Préfecture autonome dai et jingpo de Dehong 德宏傣族景颇族自治州 Déhóng dǎizú jǐngpōzú Zìzhìzhōu   | Xian de Longchuan                                   | 陇川县                          | Lǒngchuān Xiàn                                   |
| Préfecture autonome lisu de Nujiang 怒江傈僳族自治州 Nùjiāng lìsùzú Zìzhìzhōu                      | Xian de Lushui                                      | 泸水县                          | Lúshuǐ Xiàn                                      |
| Préfecture autonome lisu de Nujiang 怒江傈僳族自治州 Nùjiāng lìsùzú Zìzhìzhōu                      | Xian de Fugong                                      | 福贡县                          | Fúgòng Xiàn                                      |
| Préfecture autonome lisu de Nujiang 怒江傈僳族自治州 Nùjiāng lìsùzú Zìzhìzhōu                      | Xian autonome derung et nu de Gongshan              | 贡山独龙族 怒族自治县           | Gòngshān dúlóngzú nùzú Zìzhìxiàn                 |
| Préfecture autonome lisu de Nujiang 怒江傈僳族自治州 Nùjiāng lìsùzú Zìzhìzhōu                      | Xian autonome bai et pumi de Lanping                | 兰坪白族 普米族自治县           | Lánpíng báizú pǔmǐzú Zìzhìxiàn                   |
| Préfecture autonome tibétaine de Dêqên 迪庆藏族自治州 Díqìng zàngzú Zìzhìzhōu                      | Xian de Shangri-La                                  | 香格里拉县                      | Xiānggélǐlā Xiàn                                 |
| Préfecture autonome tibétaine de Dêqên 迪庆藏族自治州 Díqìng zàngzú Zìzhìzhōu                      | Xian de Dêqên                                       | 德钦县                          | Déqīn Xiàn                                       |
| Préfecture autonome tibétaine de Dêqên 迪庆藏族自治州 Díqìng zàngzú Zìzhìzhōu                      | Xian autonome lisu de Weixi                         | 维西傈僳族自治县                | Wéixī lìsùzú Zìzhìxiàn                           |
| Préfecture autonome bai de Dali 大理白族自治州 Dàlǐ báizú Zìzhìzhōu                                | Ville de Dali                                       | 大理市                          | Dàlǐ Shì                                         |
| Préfecture autonome bai de Dali 大理白族自治州 Dàlǐ báizú Zìzhìzhōu                                | Xian de Xiangyun                                    | 祥云县                          | Xiángyún Xiàn                                    |
| Préfecture autonome bai de Dali 大理白族自治州 Dàlǐ báizú Zìzhìzhōu                                | Xian de Binchuan                                    | 宾川县                          | Bīnchuān Xiàn                                    |
| Préfecture autonome bai de Dali 大理白族自治州 Dàlǐ báizú Zìzhìzhōu                                | Xian de Midu                                        | 弥渡县                          | Mídù Xiàn                                        |
| Préfecture autonome bai de Dali 大理白族自治州 Dàlǐ báizú Zìzhìzhōu                                | Xian de Yongping                                    | 永平县                          | Yǒngpíng Xiàn                                    |
| Préfecture autonome bai de Dali 大理白族自治州 Dàlǐ báizú Zìzhìzhōu                                | Xian de Yunlong                                     | 云龙县                          | Yúnlóng Xiàn                                     |
| Préfecture autonome bai de Dali 大理白族自治州 Dàlǐ báizú Zìzhìzhōu                                | Xian d'Eryuan                                       | 洱源县                          | Ěryuán Xiàn                                      |
| Préfecture autonome bai de Dali 大理白族自治州 Dàlǐ báizú Zìzhìzhōu                                | Xian de Jianchuan                                   | 剑川县                          | Jiànchuān Xiàn                                   |
| Préfecture autonome bai de Dali 大理白族自治州 Dàlǐ báizú Zìzhìzhōu                                | Xian de Heqing                                      | 鹤庆县                          | Hèqìng Xiàn                                      |
| Préfecture autonome bai de Dali 大理白族自治州 Dàlǐ báizú Zìzhìzhōu                                | Xian autonome yi de Yangbi                          | 漾濞彝族自治县                  | Yàngbì yízú Zìzhìxiàn                            |
| Préfecture autonome bai de Dali 大理白族自治州 Dàlǐ báizú Zìzhìzhōu                                | Xian autonome yi de Nanjian                         | 南涧彝族自治县                  | Nánjiàn yízú Zìzhìxiàn                           |
| Préfecture autonome bai de Dali 大理白族自治州 Dàlǐ báizú Zìzhìzhōu                                | Xian autonome yi et hui de Weishan                  | 巍山彝族 回族自治县             | Wēishān yízú huízú Zìzhìxiàn                     |
| Préfecture autonome yi de Chuxiong 楚雄彝族自治州 Chǔxióng yízú Zìzhìzhōu                          | Ville de Chuxiong                                   | 楚雄市                          | Chǔxióng Shì                                     |
| Préfecture autonome yi de Chuxiong 楚雄彝族自治州 Chǔxióng yízú Zìzhìzhōu                          | Xian de Shuangbai                                   | 双柏县                          | Shuāngbǎi Xiàn                                   |
| Préfecture autonome yi de Chuxiong 楚雄彝族自治州 Chǔxióng yízú Zìzhìzhōu                          | Xian de Mouding                                     | 牟定县                          | Móudìng Xiàn                                     |
| Préfecture autonome yi de Chuxiong 楚雄彝族自治州 Chǔxióng yízú Zìzhìzhōu                          | Xian de Nanhua                                      | 南华县                          | Nánhuá Xiàn                                      |
| Préfecture autonome yi de Chuxiong 楚雄彝族自治州 Chǔxióng yízú Zìzhìzhōu                          | Xian de Yao'an                                      | 姚安县                          | Yáo'ān Xiàn                                      |
| Préfecture autonome yi de Chuxiong 楚雄彝族自治州 Chǔxióng yízú Zìzhìzhōu                          | Xian de Dayao                                       | 大姚县                          | Dàyáo Xiàn                                       |
| Préfecture autonome yi de Chuxiong 楚雄彝族自治州 Chǔxióng yízú Zìzhìzhōu                          | Xian de Yongren                                     | 永仁县                          | Yǒngrén Xiàn                                     |
| Préfecture autonome yi de Chuxiong 楚雄彝族自治州 Chǔxióng yízú Zìzhìzhōu                          | Xian de Yuanmou                                     | 元谋县                          | Yuánmóu Xiàn                                     |
| Préfecture autonome yi de Chuxiong 楚雄彝族自治州 Chǔxióng yízú Zìzhìzhōu                          | Xian de Wuding                                      | 武定县                          | Wǔdìng Xiàn                                      |
| Préfecture autonome yi de Chuxiong 楚雄彝族自治州 Chǔxióng yízú Zìzhìzhōu                          | Xian de Lufeng                                      | 禄丰县                          | Lùfēng Xiàn                                      |
| Préfecture autonome hani et yi de Honghe 红河哈尼族彝族自治州 Hónghé hānízú yízú Zìzhìzhōu         | Xian de Mengzi                                      | 蒙自县                          | Méngzì Xiàn                                      |
| Préfecture autonome hani et yi de Honghe 红河哈尼族彝族自治州 Hónghé hānízú yízú Zìzhìzhōu         | Ville de Gejiu                                      | 个旧市                          | Gèjiù Shì                                        |
| Préfecture autonome hani et yi de Honghe 红河哈尼族彝族自治州 Hónghé hānízú yízú Zìzhìzhōu         | Ville de Kaiyuan                                    | 开远市                          | Kāiyuǎn Shì                                      |
| Préfecture autonome hani et yi de Honghe 红河哈尼族彝族自治州 Hónghé hānízú yízú Zìzhìzhōu         | Xian de Lüchun                                      | 绿春县                          | Lǜchūn Xiàn                                      |
| Préfecture autonome hani et yi de Honghe 红河哈尼族彝族自治州 Hónghé hānízú yízú Zìzhìzhōu         | Xian de Jianshui                                    | 建水县                          | Jiànshuǐ Xiàn                                    |
| Préfecture autonome hani et yi de Honghe 红河哈尼族彝族自治州 Hónghé hānízú yízú Zìzhìzhōu         | Xian de Shiping                                     | 石屏县                          | Shípíng Xiàn                                     |
| Préfecture autonome hani et yi de Honghe 红河哈尼族彝族自治州 Hónghé hānízú yízú Zìzhìzhōu         | Xian de Mile                                        | 弥勒县                          | Mílè Xiàn                                        |
| Préfecture autonome hani et yi de Honghe 红河哈尼族彝族自治州 Hónghé hānízú yízú Zìzhìzhōu         | Xian de Luxi                                        | 泸西县                          | Lúxī Xiàn                                        |
| Préfecture autonome hani et yi de Honghe 红河哈尼族彝族自治州 Hónghé hānízú yízú Zìzhìzhōu         | Xian de Yuanyang                                    | 元阳县                          | Yuányáng Xiàn                                    |
| Préfecture autonome hani et yi de Honghe 红河哈尼族彝族自治州 Hónghé hānízú yízú Zìzhìzhōu         | Xian de Honghe                                      | 红河县                          | Hónghé Xiàn                                      |
| Préfecture autonome hani et yi de Honghe 红河哈尼族彝族自治州 Hónghé hānízú yízú Zìzhìzhōu         | Xian autonome miao, yao et dai de Jinping           | 金平苗族瑶族 傣族自治县         | Jīnpíng miáozú yáozú dǎizú Zìzhìxiàn             |
| Préfecture autonome hani et yi de Honghe 红河哈尼族彝族自治州 Hónghé hānízú yízú Zìzhìzhōu         | Xian autonome yao de Hekou                          | 河口瑶族自治县                  | Hékǒu yáozú Zìzhìxiàn                            |
| Préfecture autonome hani et yi de Honghe 红河哈尼族彝族自治州 Hónghé hānízú yízú Zìzhìzhōu         | Xian autonome miao de Pingbian                      | 屏边苗族自治县                  | Píngbiān miáozú Zìzhìxiàn                        |
| Préfecture autonome zhuang et miao de Wenshan 文山壮族苗族自治州 Wénshān zhuàngzú miáozú Zìzhìzhōu | Xian de Wenshan                                     | 文山县                          | Wénshān Xiàn                                     |
| Préfecture autonome zhuang et miao de Wenshan 文山壮族苗族自治州 Wénshān zhuàngzú miáozú Zìzhìzhōu | Xian de Yanshan                                     | 砚山县                          | Yànshān Xiàn                                     |
| Préfecture autonome zhuang et miao de Wenshan 文山壮族苗族自治州 Wénshān zhuàngzú miáozú Zìzhìzhōu | Xian de Xichou                                      | 西畴县                          | Xīchóu Xiàn                                      |
| Préfecture autonome zhuang et miao de Wenshan 文山壮族苗族自治州 Wénshān zhuàngzú miáozú Zìzhìzhōu | Xian de Malipo                                      | 麻栗坡县                        | Málìpō Xiàn                                      |
| Préfecture autonome zhuang et miao de Wenshan 文山壮族苗族自治州 Wénshān zhuàngzú miáozú Zìzhìzhōu | Xian de Maguan                                      | 马关县                          | Mǎguān Xiàn                                      |
| Préfecture autonome zhuang et miao de Wenshan 文山壮族苗族自治州 Wénshān zhuàngzú miáozú Zìzhìzhōu | Xian de Qiubei                                      | 丘北县                          | Qiūběi Xiàn                                      |
| Préfecture autonome zhuang et miao de Wenshan 文山壮族苗族自治州 Wénshān zhuàngzú miáozú Zìzhìzhōu | Xian de Guangnan                                    | 广南县                          | Guǎngnán Xiàn                                    |
| Préfecture autonome zhuang et miao de Wenshan 文山壮族苗族自治州 Wénshān zhuàngzú miáozú Zìzhìzhōu | Xian de Funing                                      | 富宁县                          | Fùníng Xiàn                                      |
| Préfecture autonome dai de Xishuangbanna 西双版纳傣族自治州 Xīshuāngbǎnnà dǎizú Zìzhìzhōu          | Ville de Jinghong                                   | 景洪市                          | Jǐnghóng Shì                                     |
| Préfecture autonome dai de Xishuangbanna 西双版纳傣族自治州 Xīshuāngbǎnnà dǎizú Zìzhìzhōu          | Xian de Menghai                                     | 勐海县                          | Měnghǎi Xiàn                                     |
| Préfecture autonome dai de Xishuangbanna 西双版纳傣族自治州 Xīshuāngbǎnnà dǎizú Zìzhìzhōu          | Xian de Mengla                                      | 勐腊县                          | Měnglà Xiàn                                      |